# Reindeerspotting
Reindeerspotting är en finsk dokumentärfilm från 2010. Dokumentären utspelar sig i finska Lappland och handlar om den 19-åriga narkomanen Jani Raappana. Sedan fem år tillbaka har han och kompisgänget använt droger av olika slag.